# EGO (spilmotor)
Ego Game Technology Engine (ofte bare nævnt som Ego Engine eller bare EGO) er en spilmotor udviklet af Codemasters.
Ego er en modificeret udgave af Neon game engine der blev benyttet til Colin McRae: Dirt og var udviklet af Codemasters og Sony Computer Entertainment med benyttelse af Sony Computer Entertainment's PhyreEngine, en cross-platform grafik motor. Ego Engine blev udviklet til at renderer mere detaljeret skade og fysik (som set i Dirt 2) såvel som at renderer større arealer (som f.eks. dem fra Operation Flashpoint 2: Dragon Risning).

## Spil der benytter EGO Engine
| År   | Titel                               | Platform(e)                                                                              | Udvikler(e)                                          | Version |
| ---- | ----------------------------------- | ---------------------------------------------------------------------------------------- | ---------------------------------------------------- | ------- |
| 2007 | Colin McRae: Dirt                   | Microsoft Windows, Xbox 360, PlayStation 3, Java ME                                      | Codemasters                                          | 1.0     |
| 2008 | Race Driver: Grid                   | Microsoft Windows, PlayStation 3, Xbox 360, Nintendo DS, Arkade, OS X                    | Codemasters Firebrand Games (DS)                     | 1.0     |
| 2009 | Colin McRae: Dirt 2                 | PlayStation 3, PlayStation Portable, Wii, Xbox 360, Nintendo DS, Microsoft Windows, OS X | Codemasters Firebrand Games (DS) Sumo Digital (PSP)  | 1.0     |
| 2009 | Operation Flashpoint: Dragon Rising | Microsoft Windows PlayStation 3 Xbox 360                                                 | Code masters                                         | 1.0     |
| 2009 | F1 2009                             | Wii PlayStation Portable iOS                                                             | Sumo Digital                                         | 1.0     |
| 2010 | F1 2010                             | Microsoft Windows PlayStation 3 Xbox 360 iOS                                             | Codemasters Birmingham                               | 1.5     |
| 2011 | Operation Flashpoint: Red River     | Microsoft Windows PlayStation 3 Xbox 360 OnLive                                          | Codemasters                                          | 2.0     |
| 2011 | Dirt 3                              | Microsoft Windows PlayStation 3 Xbox 360 OS X                                            | Codemasters Southam                                  | 2.0     |
| 2012 | F1 2012                             | Microsoft Windows Mac OS X PlayStation 3 Xbox 360                                        | Codemasters Birmingham, Feral Interactive (Mac OS X) | 2.0     |